# Giải vô địch bóng đá trong nhà châu Á 2016
Giải vô địch bóng đá trong nhà châu Á 2016 là giải vô địch bóng đá trong nhà châu Á lần thứ 14 của giải vô địch bóng đá trong nhà được tổ chức hai năm một lần bởi Liên đoàn bóng đá châu Á (AFC) cho các đội tuyển môn bóng đá trong nhà nam của các quốc gia thành viên. Giải đấu được tổ chức tại Uzbekistan từ ngày 10 đến ngày 21 tháng 2 năm 2016 với sự góp mặt của 16 đội tuyển.
Giải đấu ban đầu được dự định tổ chức ở Đài Loan, với lịch thi đấu là từ 12 đến 27 tháng 3 năm 2016 nhưng đã được thay đổi và thông qua Ban bóng đá trong nhà của FIFA. Tương tự như các giải đấu trước đó, giải đấu lần này cũng đóng vai trò như là vòng loại khu vực châu Á cho các đội giành vé dự Giải vô địch bóng đá trong nhà thế giới. Năm đội bóng đứng đầu giải đấu lần này đủ điều kiện đại diện cho khu vực châu Á góp mặt tại giải vô địch bóng đá trong nhà thế giới 2016 diễn ra ở Colombia.

## Đội tham dự
Lễ bốc thăm cho vòng loại được tổ chức vào ngày 2 tháng 9 năm 2015. Bốn đại diện tiến sâu nhất tại giải đấu năm 2014 đủ điều kiện góp mặt thẳng vào vòng chính thức. Trong khi 12 chiếc vé còn lại sẽ được cạnh tranh thông qua vòng loại. Các trận đấu tại vòng sơ loại được diễn ra từ ngày 1 tháng 10 đến ngày 19 tháng 11 năm 2015.
Các đội tuyển vượt qua vòng loại để góp mặt tại giải vô địch bóng đá trong nhà châu Á 2016 gồm 16 đội tuyển sau đây. Do hiệp hội bóng đá Kuwait nhận án phạt từ FIFA nên đội tuyển bóng đá trong nhà của Kuwait bị thay thế bởi Ả Rập Saudi.
| Đội tuyển         | Tư cách                        | Tham gia | Thành tích tốt nhất lần trước1                                         |
| ----------------- | ------------------------------ | -------- | ---------------------------------------------------------------------- |
| Uzbekistan        | Chủ nhà và hạng 3 tại 2014     | 14       | Á quân (2001, 2006, 2010)                                              |
| Nhật Bản          | Vô địch 2014                   | 14       | Vô địch (2006, 2012, 2014)                                             |
| Iran              | Á quân 2014                    | 14       | Vô địch (1999, 2000, 2001, 2002, 2003, 2004, 2005, 2007, 2008, 2010)   |
| Liban             | Nhất bảng A Tây Á              | 10       | Tứ kết (2004, 2007, 2008, 2010, 2012, 2014)                            |
| Jordan            | Nhì bảng A khu vực Tây Á       | 1        |                                                                        |
| Ả Rập Xê Út       | Ba bảng A khu vực Tây Á        | 1        |                                                                        |
| Qatar             | Nhất bảng B khu vực Tây Á      | 3        | Vòng bảng (2005, 2012)                                                 |
| Iraq              | Nhì bảng B khu vực Tây Á       | 10       | Tứ kết (2002)                                                          |
| Kyrgyzstan        | Nhất khu vực Trung Á           | 14       | Hạng tư (2005, 2006, 2007)                                             |
| Tajikistan        | Nhì khu vực Trung Á            | 9        | Tứ kết (2007)                                                          |
| Thái Lan          | Nhất bảng A khu vực Đông Nam Á | 14       | Á quân (2008, 2012)                                                    |
| Malaysia          | Nhì bảng A khu vực Đông Nam Á  | 11       | Vòng bảng (1999, 2001, 2002, 2003, 2004, 2005, 2006, 2007, 2008, 2014) |
| Úc                | Nhất bảng B khu vực Đông Nam Á | 7        | Hạng tư (2012)                                                         |
| Việt Nam          | Nhì bảng B khu vực Đông Nam Á  | 4        | Tứ kết (2014)                                                          |
| Trung Quốc        | Nhất khu vực Đông Á            | 11       | Hạng tư (2008, 2010)                                                   |
| Đài Bắc Trung Hoa | Nhì khu vực Đông Á             | 11       | Tứ kết (2003)                                                          |

1 In nghiêng là nước chủ nhà của năm đó.

## Địa điểm
Địa điểm tổ chức giải đấu là sân vận động Uzbekistan và sân vận động Universal tại Tashkent

## Bốc thăm
Lễ bốc thăm chia bảng tại vòng chung kết giải vô địch bóng đá trong nhà châu Á 2016 được tổ chức vào ngày 2 tháng 12 năm 2015 lúc 18:00 UZK (UTC+5) tại hội trường Zafarshan ở Tashkent. Các đội được chia thành 4 nhóm theo thành tích tại giải trước đó (năm 2014).
| Nhóm 1                                                  | Nhóm 2                             | Nhóm 3                                                       | Nhóm 4                                          |
| ------------------------------------------------------- | ---------------------------------- | ------------------------------------------------------------ | ----------------------------------------------- |
| 1. Uzbekistan (chủ nhà) 2. Nhật Bản 3. Iran 4. Thái Lan | 1. Úc 2. Liban 3. Việt Nam 4. Iraq | 1. Kyrgyzstan 2. Malaysia 3. Đài Bắc Trung Hoa 4. Trung Quốc | 1. Tajikistan 2. Ả Rập Xê Út 3. Qatar 4. Jordan |

## Trọng tài trận đấu
Các trọng tài được chọn để điều khiển các trận đấu tại giải bao gồm:
Trọng tài
- Chris Colley
- An Ran
- Liu Jianqiao
- Lee Po-fu
- Vahid Arzpeyma Mohammreh
- Hasan Mousa Al-Gburi
- Hawkar Salar Ahmed
- Tomohiro Kozaki
- Hiroyuki Kobayashi
- Husein Mahmoud Khalaileh
- Nurdin Bukuev
- Helday Idang
- Rey Ritaga Martinez
- Yuttakon Maiket
- Khamis Hassan Al Shamsi
- Trương Quốc Dũng

## Vòng bảng
Hai đội đứng đầu mỗi bảng đấu sẽ lọt vào vòng đấu loại trực tiếp.

### Bảng A
| VT | Đội            | ST | T | H | B | BT | BB | HS | Đ | Giành quyền tham dự     |
| -- | -------------- | -- | - | - | - | -- | -- | -- | - | ----------------------- |
| 1  | Uzbekistan (H) | 3  | 3 | 0 | 0 | 9  | 3  | +6 | 9 | Vòng đấu loại trực tiếp |
| 2  | Kyrgyzstan     | 3  | 1 | 1 | 1 | 8  | 8  | 0  | 4 | Vòng đấu loại trực tiếp |
| 3  | Liban          | 3  | 0 | 2 | 1 | 7  | 9  | −2 | 2 |                         |
| 4  | Ả Rập Xê Út    | 3  | 0 | 1 | 2 | 7  | 11 | −4 | 1 |                         |

| Liban                                                           | 4–4      | Kyrgyzstan                                         |
| --------------------------------------------------------------- | -------- | -------------------------------------------------- |
| Mohamad Kobeissy 23', 32' · Ali Tneich 24' · Hassan Zeitoun 28' | Chi tiết | Ruslan 3' · Ulanbek 9' · Alimov Maksadbek 25', 40' |

| Uzbekistan                                                                               | 5–2      | Ả Rập Xê Út                                        |
| ---------------------------------------------------------------------------------------- | -------- | -------------------------------------------------- |
| Choriev 17', 26' · Jamoliddin Shalipov 25' · Konstantin Sviridov 30' · Artur Yunusov 33' | Chi tiết | Essam Atiah A Sufyani 24' · Jwher Zafer S Jmah 26' |

| Ả Rập Xê Út                                                                           | 3–3      | Liban                                                                          |
| ------------------------------------------------------------------------------------- | -------- | ------------------------------------------------------------------------------ |
| Abdulaziz Azmi A Alalouni 13' · Essam Atiah A Sufyani 14' · Aroan Nawaf Mubarak A 33' | Chi tiết | Abdulaziz Azmi A Alalouni 2' (l.n.) · Ahmad Kheir El Dine 14' · Ali Tneich 24' |

| Kyrgyzstan           | 1–2      | Uzbekistan                 |
| -------------------- | -------- | -------------------------- |
| Alimov Maksadbek 40' | Chi tiết | Rakhmatov Dilshod 20', 23' |

| Uzbekistan                                    | 2–0      | Liban |
| --------------------------------------------- | -------- | ----- |
| Anorov Javlon 11' · Abdumavlyanov Farkhod 16' | Chi tiết |       |

| Kyrgyzstan                                                    | 3–2      | Ả Rập Xê Út                       |
| ------------------------------------------------------------- | -------- | --------------------------------- |
| Ermekov Rustam 4' · Chotbaev Ilias 16' · Alimov Maksadbek 38' | Chi tiết | Essam Atiah 1' · Eihab Nasser 40' |

### Bảng B
| VT | Đội        | ST | T | H | B | BT | BB | HS  | Đ | Giành quyền tham dự     |
| -- | ---------- | -- | - | - | - | -- | -- | --- | - | ----------------------- |
| 1  | Iran       | 3  | 3 | 0 | 0 | 26 | 2  | +24 | 9 | Vòng đấu loại trực tiếp |
| 2  | Iraq       | 3  | 2 | 0 | 1 | 12 | 17 | −5  | 6 | Vòng đấu loại trực tiếp |
| 3  | Trung Quốc | 3  | 1 | 0 | 2 | 6  | 14 | −8  | 3 |                         |
| 4  | Jordan     | 3  | 0 | 0 | 3 | 4  | 15 | −11 | 0 |                         |

| Iraq                                                                                          | 6–1      | Trung Quốc        |
| --------------------------------------------------------------------------------------------- | -------- | ----------------- |
| Waleed Khalid 13', 30' · Hussein Al Zubaidi 19' · Rafid Hameed 26' · Said Abdulmalek 35', 38' | Chi tiết | Vương Hồng Vỹ 20' |

| Iran                                                                                              | 6–0      | Jordan |
| ------------------------------------------------------------------------------------------------- | -------- | ------ |
| Ali Asghar Hassanzadeh 2', 27' · Hossein Tayebi 10' · Ghodrat Bahadori 31' · Mahdi Javid 34', 36' | Chi tiết |        |

| Trung Quốc | 0–7      | Iran |
| ---------- | -------- | --- |
|            | Chi tiết | Mohammad Taheri 1' · Asghar Hassanzadeh 6' · Hamid Ahmad 17' · Mohammad Keshavarz 26', 28' · Hossein Tayebi 27' · Ghodrat Bahadori 32' |

| Jordan                                                                  | 3–4      | Iraq                                                                                              |
| ----------------------------------------------------------------------- | -------- | ------------------------------------------------------------------------------------------------- |
| Samer Samih (M. Waheed) Naser Aldeen 5', 29' · Nooreddin Atef Ali A 26' | Chi tiết | Waleed Khalid Fahem 21' · Rafid Hameed Eesa 29' · Salim Faisal Abed 36' · Firas Mohammed Abed 37' |

| Iran | 13–2     | Iraq                                 |
| --- | -------- | ------------------------------------ |
| Mohammad Taheri 1', 10' · Hossein Tayebi 3', 11', 18', 28' · Asghar Hassanzadeh 5', 40' · Hamid Ahmadi 6' · Mahdi Javid 6', 15', 34' · Farhad Tavakoli 20' | Chi tiết | Waleed Khalid 17' · Amjad Kareem 38' |

| Trung Quốc                                                                               | 5–1      | Jordan                   |
| ---------------------------------------------------------------------------------------- | -------- | ------------------------ |
| Tăng Lượng 25' · Hà Nghị Huy 31' · Vương Hồng Vỹ 33' · Triệu Lượng 36' · Lý Kiên Giả 37' | Chi tiết | Mutaz Moh'd Musa Abu 39' |

### Bảng C
| VT | Đội               | ST | T | H | B | BT | BB | HS | Đ | Giành quyền tham dự     |
| -- | ----------------- | -- | - | - | - | -- | -- | -- | - | ----------------------- |
| 1  | Thái Lan          | 3  | 3 | 0 | 0 | 15 | 7  | +8 | 9 | Vòng đấu loại trực tiếp |
| 2  | Việt Nam          | 3  | 2 | 0 | 1 | 14 | 8  | +6 | 6 | Vòng đấu loại trực tiếp |
| 3  | Đài Bắc Trung Hoa | 3  | 0 | 1 | 2 | 9  | 15 | −6 | 1 |                         |
| 4  | Tajikistan        | 3  | 0 | 1 | 2 | 8  | 16 | −8 | 1 |                         |

| Thái Lan                                       | 5–4      | Tajikistan                                   |
| ---------------------------------------------- | -------- | -------------------------------------------- |
| Suphawut 7', 30', 32' · Apiwat 25' · Wiwat 40' | Chi tiết | Nekruz 11' · Mansur 21' · Rahmonali 35', 39' |

| Việt Nam                                                                                                 | 5–4      | Đài Bắc Trung Hoa                                                  |
| --- | -------- | ------------------------------------------------------------------ |
| Nguyễn Bảo Quân 4' (ph.đ.) · Phùng Trọng Luân 6' · Lê Quốc Nam 28' · Trần Long Vũ 31' · Ngô Ngọc Sơn 37' | Chi tiết | Lâm Chí Hùng 4' · Chi 26' · Lâm Kiến Huân 31' · Hoàng Bác Xuân 39' |

| Đài Bắc Trung Hoa        | 2–7      | Thái Lan                                                                        |
| ------------------------ | -------- | ------------------------------------------------------------------------------- |
| Chu Gia Vỹ 14' · Lai 36' | Chi tiết | Suphawut 2', 33' · Konghla 4' · Chang 22' (l.n.) · Jetsada 28', 37' · Wiwat 37' |

| Tajikistan | 1–8      | Việt Nam |
| ---------- | -------- | --- |
| Fayzali 9' | Chi tiết | Dương Anh Tùng 1', 22' · Trần Văn Vũ 14', 37' · Nguyễn Bảo Quân 20' · Lê Quốc Nam 27' · Trần Long Vũ 34' · Phùng Trọng Luân 35' |

| Thái Lan               | 3–1      | Việt Nam       |
| ---------------------- | -------- | -------------- |
| Suphawut 31', 40', 40' | Chi tiết | Vũ Xuân Du 38' |

| Đài Bắc Trung Hoa                                       | 3–3      | Tajikistan                              |
| ------------------------------------------------------- | -------- | --------------------------------------- |
| Chu Gia Vỹ 26' · Lâm Kiến Huân 36' · Giang Kiến Anh 39' | Chi tiết | Nekruz 2' · Shavqat 29' · Mehruboni 40' |

### Bảng D
| VT | Đội      | ST | T | H | B | BT | BB | HS  | Đ | Giành quyền tham dự     |
| -- | -------- | -- | - | - | - | -- | -- | --- | - | ----------------------- |
| 1  | Nhật Bản | 3  | 3 | 0 | 0 | 15 | 2  | +13 | 9 | Vòng đấu loại trực tiếp |
| 2  | Úc       | 3  | 2 | 0 | 1 | 8  | 6  | +2  | 6 | Vòng đấu loại trực tiếp |
| 3  | Qatar    | 3  | 1 | 0 | 2 | 8  | 8  | 0   | 3 |                         |
| 4  | Malaysia | 3  | 0 | 0 | 3 | 4  | 19 | −15 | 0 |                         |

| Nhật Bản     | 1–0      | Qatar |
| ------------ | -------- | ----- |
| Watanabe 16' | Chi tiết |       |

| Úc                            | 2–1      | Malaysia   |
| ----------------------------- | -------- | ---------- |
| Basger 24' · G. Giovenali 26' | Chi tiết | Bahrin 19' |

| Malaysia | 1–11     | Nhật Bản |
| -------- | -------- | --- |
| Afif 14' | Chi tiết | Yoshikawa 3' · Takita 3', 7' · Morioka 13' · Osodo 13' · Watanabe 15' · Henmi 15' · Nishirani 16', 19' · Nibuya 19' · Murota 40' |

| Qatar                       | 2–5      | Úc                                                |
| --------------------------- | -------- | ------------------------------------------------- |
| Al-Braidi 3' · Oliveira 27' | Chi tiết | Fogarty 2' · G. Giovenali 3', 26' · Seeto 4', 37' |

| Nhật Bản                            | 3–1      | Úc               |
| ----------------------------------- | -------- | ---------------- |
| Henmi 8' · Morioka 19' · Nibuya 34' | Chi tiết | G. Giovenali 12' |

| Malaysia                   | 2–6      | Qatar                                                 |
| -------------------------- | -------- | ----------------------------------------------------- |
| Akmarulnizam 2' · Afif 18' | Chi tiết | Ali 2' · Bilal 5' · Jaber 9', 26' · Oliveira 39', 40' |

## Vòng đấu loại trực tiếp
Vòng đấu loại trực tiếp, hiệp phụ và sút phạt luân lưu được sử dụng để quyết định đội chiến thắng nếu cần thiết (tranh hạng ba thì hiệp phụ không được sử dụng)

### Tứ kết
Các đội giành chiến thắng tại vòng tứ kết đủ điều kiện góp mặt tại giải vô địch bóng đá trong nhà thế giới 2016, trong khi chiếc vé thứ năm được quyết định thông qua vòng play-off.
| Uzbekistan                   | 3–0      | Iraq |
| ---------------------------- | -------- | ---- |
| Dilshod 18', 39' · Nodir 31' | Chi tiết |      |

| Thái Lan                                                      | 6–1      | Úc               |
| ------------------------------------------------------------- | -------- | ---------------- |
| Jirawat 5', 39' · Suphawut 10', 39' · Jetsada 27' · Wiwat 33' | Chi tiết | G. Giovenali 20' |

| Iran                                                                              | 7–0      | Kyrgyzstan |
| --------------------------------------------------------------------------------- | -------- | ---------- |
| Tayyebi 7', 15', 32' · Taheri 8' · Hassanzadeh 26' · Bahadori 26' · Alighader 29' | Chi tiết |            |

| Nhật Bản                          | 4–4 (s.h.p.) | Việt Nam                                                 |
| --------------------------------- | ------------ | -------------------------------------------------------- |
| Nibuya 8', 26' · Morioka 13', 42' | Chi tiết     | Trần Văn Vũ 14', 39' · Danh Phát 35' · Trần Thái Huy 49' |
| Loạt sút luân lưu                 |              |                                                          |
| Morioka · Henmi · Nibuya          | 1–2          | Nguyễn Bảo Quân · Dương Anh Tùng · Phùng Trọng Luân      |

### Vòng play-off
| Iraq                                  | 3–5      | Úc                                                   |
| ------------------------------------- | -------- | ---------------------------------------------------- |
| Hamza 8' · Mohammed 38' · S. Abed 39' | Chi tiết | Basger 6', 20' · Fogarty 11', 37' · W. Giovenali 35' |

| Kyrgyzstan                                             | 6–2      | Nhật Bản              |
| ------------------------------------------------------ | -------- | --------------------- |
| Ulanbek 10', 30' · Ilias 13' · Maksadbek 24', 36', 40' | Chi tiết | Henmi 26' · Hoshi 39' |

Đội thắng trong trận đấu đủ điều kiện giành chiếc vé cuối cùng tới Colombia khu vực châu Á
| Úc                                       | 3–1      | Kyrgyzstan  |
| ---------------------------------------- | -------- | ----------- |
| Merrin 6' · Lynch 20' · G. Giovenali 32' | Chi tiết | Kanetov 37' |

### Bán kết
| Uzbekistan                 | 2–2 (s.h.p.) | Thái Lan           |
| -------------------------- | ------------ | ------------------ |
|                            | Chi tiết     |                    |
| Loạt sút luân lưu          |              |                    |
| Sviridov · Dilshod · Feruz | 3–1          | Suphawut · Jirawat |

| Iran | 13–1     | Việt Nam             |
| --- | -------- | -------------------- |
| Mahdi Javid 2', 20', 32' · Farhad Tavakoli 8', 8', 20', 22' · Hamid Ahmadi 13' · Hossein Tayebi 16', 27' · Alireza Vafaei 26' · Mohammad Keshavarz 37', 39' | Chi tiết | Phùng Trọng Luân 17' |

### Tranh hạng 3
| Thái Lan                                                                                 | 8–0      | Việt Nam |
| ---------------------------------------------------------------------------------------- | -------- | -------- |
| Jetsada 6' · Apiwat 11', 12' · Suphawut 18' (ph.đ.), 18' (ph.đ.), 36', 40' · Jirawat 34' | Chi tiết |          |

### Chung kết
| Uzbekistan  | 1–2      | Iran                        |
| ----------- | -------- | --------------------------- |
| Dilshodi 6' | Chi tiết | Bahadori 9' · Keshavarz 14' |

## Cầu thủ ghi bàn
14 bàn
- Suphawut Thueanklang

11 bàn
- Hossein Tayyebi

8 bàn
- Mahdi Javid

6 bàn
- Ali Asghar Hassanzadeh

5 bàn
- Gregory Giovenali
- Farhad Tavakoli
- Mohammad Keshavarz
- Rakhmatov Dilshod

4 bàn
- Ghodrat Bahadori
- Mohammad Taheri
- Waleed Khalid
- Kazuhiro Nibuya
- Morioka Kaoru
- Alimov Maksadbek
- Apiwat Chaemcharoen
- Jetsada Chudech
- Trần Văn Vũ

3 bàn
- Hamid Ahmadi
- Hadi Jaber
- Lucas Oliveira
- Essam Atiah A Sufyani
- Jirawat Sornwichian
- Wiwat Thaijaruen
- Phùng Trọng Luân

2 bàn
- Tobias Seeto
- Vương Hồng Vỹ
- Chu Gia Vỹ
- Lâm Chí Hùng
- Saif Abdulmalek
- Rafid Hameed Eesa
- Henmi Katsutoshi Rafael
- Manabu Takita
- Ryosuke Nishirani
- Tomoaki Watanabe
- Samer Samih (M. Waheed) Naser Aldeen
- Mohamad Kobeissy
- Ali Tneich
- Afif Asyraf Bin Muhammad Halil
- Alimakhmadov Nekruz
- Sharipov Rahmonali
- Choriev Davron
- Dương Anh Tùng
- Lê Quốc Nam
- Nguyễn Bảo Quân
- Trần Long Vũ

Phản lưới nhà
- Giang Kiến Anh (trong trận gặp  Thái Lan)
- Abdulaziz Azmi (trong trận gặp  Liban)
- Jirawat Sornwichian (trong trận gặp  Uzbekistan)

## Bảng xếp hạng chung cuộc
| Các đội tuyển được vượt qua vòng loại cho giải vô địch bóng đá trong nhà thế giới 2016 |

| Hạng | Đội tuyển         |
| ---- | ----------------- |
| 1    | Iran              |
| 2    | Uzbekistan        |
| 3    | Thái Lan          |
| 4    | Việt Nam          |
| 5    | Úc                |
| 6    | Kyrgyzstan        |
| 7    | Nhật Bản          |
| 8    | Iraq              |
| 9    | Qatar             |
| 10   | Trung Quốc        |
| 11   | Liban             |
| 12   | Ả Rập Xê Út       |
| 13   | Đài Bắc Trung Hoa |
| 14   | Tajikistan        |
| 15   | Jordan            |
| 16   | Malaysia          |

## Truyền thông
| Quốc gia và vùng lãnh thổ | Đài truyền hình           | Ghi chú |
| ------------------------- | ------------------------- | ------- |
| Châu Á - Thái Bình Dương  | Fox Sports Asia           |         |
| Úc                        | Fox Sports Australia      |         |
| Trung Quốc                | Star Sports               |         |
| Iran                      | IRIB Varzesh              |         |
| Thái Lan                  | Channel 7 (Thailand)      |         |
| Uzbekistan                | SPORT-UZ                  |         |
| Việt Nam                  | Bóng đá TV, Bóng đá TV HD |         |